# ابورنامنین
ابورنامنین (انگلیسی: Eburnamenine) یک آلکالوئید آنتی‌کولینرژیک است.